# Staurikosaurus
Staurikosaurus ("Gušter Južnog križa") je rod jednog od prvih dinosaura iz kasnog trijasa. Do sada je pronađena jedna vrsta, i to u Brazilu.

## Otkriće
Prvi primjerak Staurikosaurusa je bio otkriven na paleontološkom lokalitetu Jazigo Cinco na jugu Brazila. Naziv ovog roda se odnosi na sazviježđe Južni križ koji je prikazan na grbu Brazila i vidljiv samo na južnoj hemisferi (kada je Staurikosaurus opisan 1970. godine, bilo je neobično nalaziti dinosaure na južnoj hemisferi). Drugi dio znanstvenog naziva mu je dat u čast brazilskog paleontologa Llewellyna Ivora Pricea. Opisao ga je Edwin Harris Colbert. Rijetkost ostataka Staurikosaurusa je možda rezultat rijetkosti dok je postojao, ili možda zato što je živio u staništu poput šume, gdje se ostaci rijetko fosiliziraju.

## Opis
Staurikosaurus je bio maleni teropod iz perioda kasnog trijasa, prije 225 milijuna godina. To je jedan od prvih dinosaura. Dug samo 2 metra, visok 80 cm i težak samo oko 30 kilograma, Staurikosaurus je bio sićušan u odnosu na kasnije teropode poput Megalosaurusa. Nova istraživanja potvrđuju da su Staurikosaurus i njegovi srodnici Eoraptor i Herrerasaurus pravi teropodi koji su evoluirali nakon što su se sauropodi odvojili od teropoda.
Postoje samo nepotpuni ostaci Staurikosaurusa, koji se sastoje od većine kralješnice, nogu i velike donje vilice. Međutim, jer potiče iz tako ranog perioda povijesti dinosaura i jer je primitivan, većina Staurikosaurusovih osobina se može predvidjeti i rekonstruirati. Na primjer, Staurikosaurusa se obično prikazuje s pet prstiju i na rukama i nogama - vrlo jednostavnim osobinama nespecijaliziranog dinosaura. Međutim, kako je pronađena i noga, može se vidjeti da je brzo trčao za svoju veličinu. Također je imao samo dva kralješka koji su povezivali zdjelicu s kralješnicom, što je upadljivo primitivno. Rep bi bio dug i tanak da bi održavao ravnotežu prednjem dijelu tijela.

## Drugi projekti
|  | Zajednički poslužitelj ima još gradiva o temi Staurikosaurus |
|  | Wikivrste imaju podatke o taksonu Staurikosaurusu            |